# Het Wild
 (septembre 2016).
Het Wild est une localité de la commune néerlandaise d'Oss dans la province du Brabant-Septentrional sur la rive gauche de la Meuse. Het Wild est un village sans église, le plus petit noyau d'habitation de la commune d'Oss. Le 1er janvier 2007,  Het Wild compte 306 habitants.

## Origines
La Meuse a été endiguée à cet endroit dans la XIVe siècle, ainsi donnant l'occasion au hameau de se former lentement sur la digue et au pied de la digue entre Alem et Gewande. 
De la fin du XVIIIe siècle à 1850, Het Wild comptait 10 maisons. Vers 1930 le hameau en avait 23, y compris un café qui servait aussi de poste de télégraphie et téléphonie. Pour l'église, l'école et la poste, il fallait aller à Alem, qui dans cette période était encore situé du côté gauche de la Meuse.

## Dévastations de 1944
Pendant la Seconde Guerre mondiale, Het Wild a été presque complètement rasé. Le 3 octobre 1944, la SS Allemande donnait l'ordre aux habitants quitter le village avec toutes leurs possessions. Puis le village a été brulé. À leur retour après la libération, les villageois construisaient la nouvelle localité à petite distance de la digue. Le plan du nouveau noyau d'habitation est caractéristique pour l'école de Delft. 

## Le village actuel
Het Wild n'a jamais eu ni église ni chapelle. La localité tombait sous la paroisse d'Alem jusqu'au moment de la canalisation de la Meuse qui faisait changer Alem de rive. Depuis, les habitants vont à l'église et à l'école à Maren-Kessel. Jusqu'en 1958, le hameau appartenait à l'ancienne commune de Alem, Maren en Kessel. En 1958, cette commune a été supprimée, et le territoire sur la rive gauche de la Meuse, y compris Het Wild, a été annexé par la commune de Lith.    

## Stations de pompage
La nouvelle bouche de la Hertogswetering et la station de pompage Gewande se trouvent sur le territoire de Het Wild. L'ancienne bouche et l'ancien station de pompage Hertogsgemaal se trouvent à peu de distance sur le territoire de la localité Gewande, commune de Bois-le-Duc.

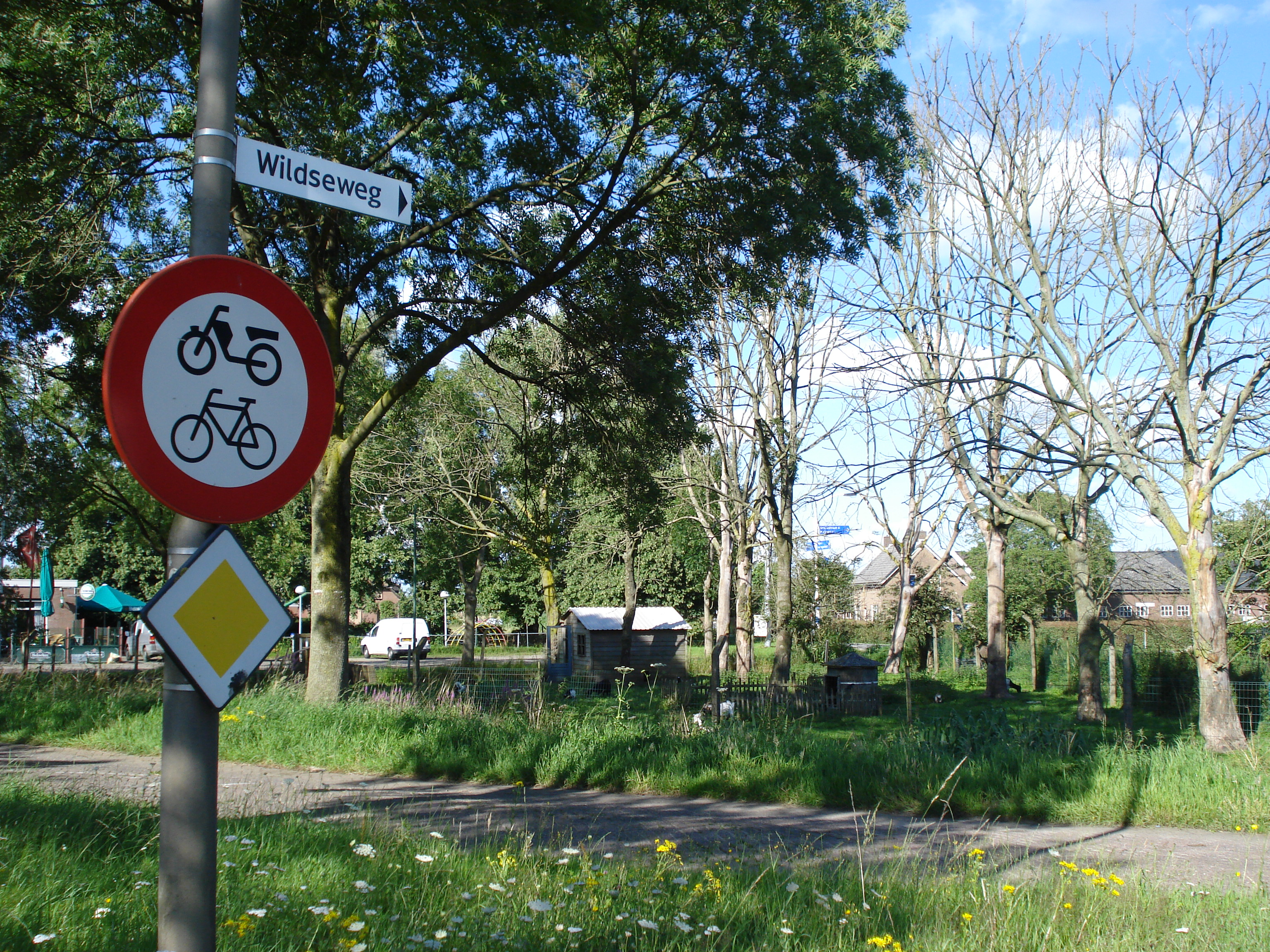
Het Wild, le tout petit centre.
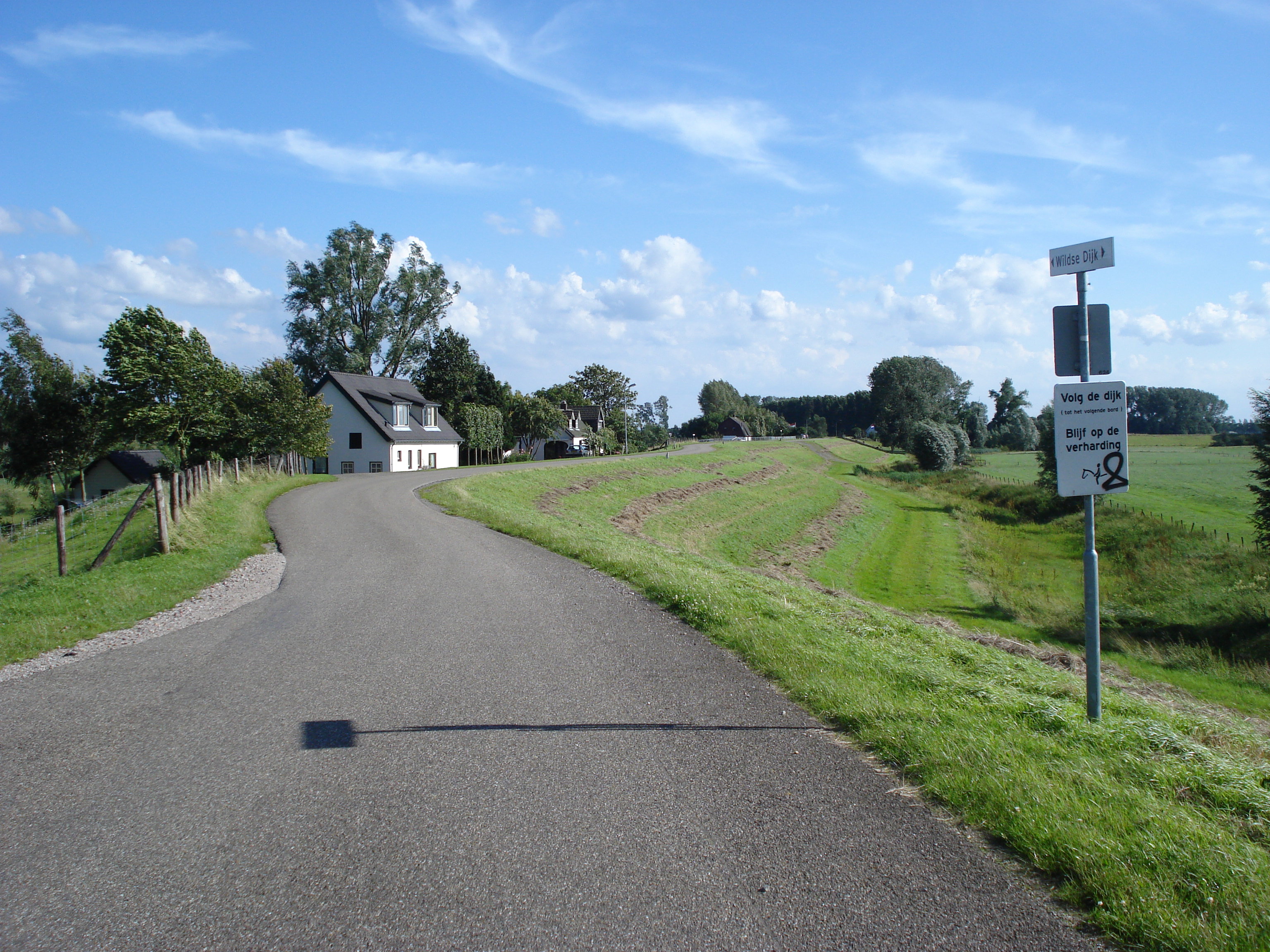
Het Wild, la digue de la Meuse.
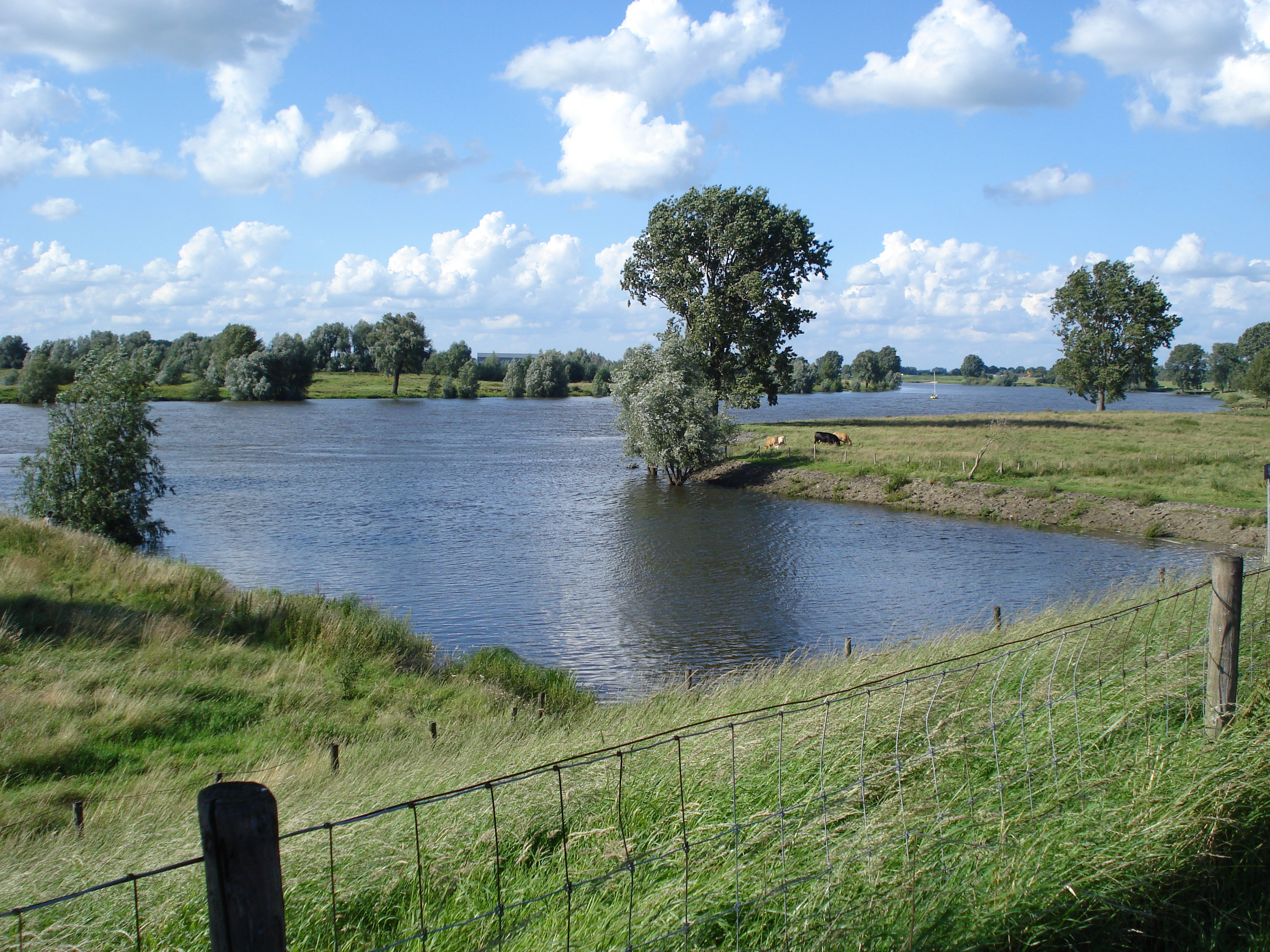
Het Wild, la Hertogswetering se jette dans la Meuse.
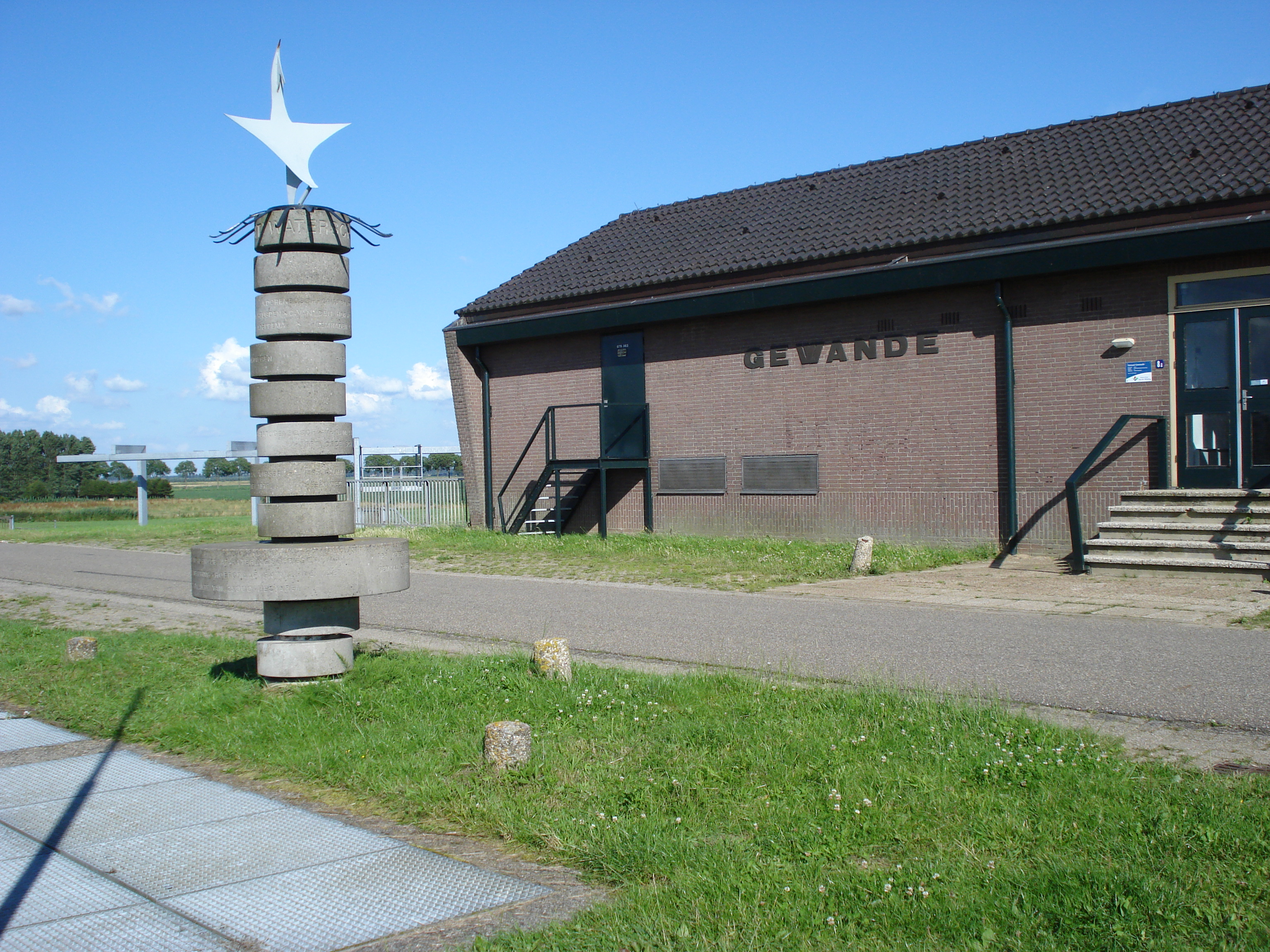
Het Wild, station de pompage Gewande.